# Апостолов Станіслав Сергійович
Станісла́в Сергі́йович Апо́столов (нар. 2 червня 1984, Запоріжжя) — український фізик-теоретик, доктор фізико-математичних наук і професор (2019).

## Життєпис
Народився 2 червня 1984 року у місті Запоріжжя Запорізької області УРСР, нині Україна.

### Освіта
У 2006 закінчив механіко-математичний факультет Харківського національного університету імені В.Н.Каразіна за спеціальністю фізика.
У 2010 здобув науковий ступінь, захистивши кандидатську дисертацію з теоретичної фізики.
У 2019 році здобув ступінь «доктор фізико-математичних наук» зі спеціальності теоретична фізика.

### Трудова діяльність
Після випуску, працює в Інституті радіофізики та електроніки НАН України в Харкові. З 2017 року — завідувач відділу теоретичної фізики. 
З 2008 року працює у ХНУ ім. В. Н. Каразіна. З 2008 по 2011 — асистент і старший викладач, з 2012 по 2018 — доцент, з 2019 по т.ч. — професор кафедри теоретичної фізики імені академіка І. М. Ліфшиця.

### Наукова діяльність
Досліджує електромагнітні явища у високотемпературних надпровідниках, квантовий транспорт у низьковимірних структурах й властивості систем з дальніми кореляціями.
Працював над понад 90 публікаціями.

## Нагороди
- 2011 — Переможець Стипендії Президента України для молодих учених.[2]

## Основні роботи
- Anomalous Temperature Dependence of the Casimir Force for Thin Metal Films // Phys. Rev. Lett. 2008. Vol. 101;
- Random Finite-Valued Dynamical Systems: Additive Markov Chain Approach. Cambridge, 2009;
- Voltage-driven quantum oscillations of conductance in graphene // Europhys. Lett. 2011. Vol. 96;
- Iterative method for generating correlated binary sequences // Phys. Rev. E. 2014. Vol. 90;
- Anomalous dispersion of oblique terahertz waves localized in the plate of a layered superconductor // Low Temperature Physics. 2019. Vol. 45;
- Nonlinear focusing of terahertz laser beam using a layered superconductor // Phys. Rev. B. 2022. Vol. 106 (усі у співавторстві).